# Port Orange
Port Orange és una població dels Estats Units a l'estat de Florida. Segons el cens de l'1 de juliol de 2006 tenia 54.851 habitants.

## Demografia
Segons el cens del 2000, Port Orange tenia 45.823 habitants, 19.574 habitatges, i 13.232 famílies. La densitat de població era de 716 habitants/km².
Dels 19.574 habitatges en un 24,8% hi vivien nens de menys de 18 anys, en un 54,7% hi vivien parelles casades, en un 9,6% dones solteres, i en un 32,4% no eren unitats familiars. En el 25,7% dels habitatges hi vivien persones soles el 13,4% de les quals corresponia a persones de 65 anys o més que vivien soles. El nombre mitjà de persones vivint en cada habitatge era de 2,32 i el nombre mitjà de persones que vivien en cada família era de 2,76.
Per edats la població es repartia de la següent manera: un 19,8% tenia menys de 18 anys, un 5,9% entre 18 i 24, un 24,9% entre 25 i 44, un 25,7% de 45 a 60 i un 23,6% 65 anys o més.
L'edat mediana era de 45 anys. Per cada 100 dones de 18 o més anys hi havia 88 homes.
La renda mediana per habitatge era de 38.783 $ i la renda mediana per família de 44.684 $. Els homes tenien una renda mediana de 32.147 $ mentre que les dones 22.391 $. La renda per capita de la població era de 20.628 $. Entorn del 5% de les famílies i el 7,6% de la població estaven per davall del llindar de pobresa.

## Poblacions més properes
El següent diagrama mostra les poblacions més properes.